# Ung flicka vid piano
Ung flicka vid piano eller Ouvertyr till Tannhäuser (franska: Jeune fille au piano—Ouverture de Tannhäuser) är en oljemålning från 1868 av den franske konstnären Paul Cézanne. Den ingår i Eremitagets samling i Sankt Petersburg.
Cézanne gjorde målningen på Jas de Bouffan, den gård som hans föräldrar ägde utanför Aix-en-Provence. I målningen avbildas Cézannes syster vid pianot och hans mor i soffan i bakgrunden. Undertiteln anger att systern spelar ouvertyret till Richard Wagners Tannhäuser.